# Tellurure d'hydrogène
Le tellurure d'hydrogène est un composé inorganique de formule chimique H2Te. C'est le plus simple des hydrures de tellure. Il se décompose rapidement en dihydrogène et tellure. Cependant, le gaz peut subsister suffisamment longtemps pour être reconnu par son odeur caractéristique (odeur d'ail ou de poireau suivant la concentration), même à des concentrations très faibles. La plupart des composés possédant une liaison covalente Te-H, et notamment les tellurols, sont instables et présentent une odeur déplaisante d'ail ou de poireau.
Le tellurure d'hydrogène est similaire au séléniure d'hydrogène.